# Paraplatybunus decui
Paraplatybunus decui is een hooiwagen uit de familie echte hooiwagens (Phalangiidae).